# دابرودوستات
دابرودوستات( Daprodustat)، الذي يُباع تحت الإسم التجاري دوفروك( Duvroq) وغيره، هو دواء يستخدم لعلاج انخفاض خلايا الدم الحمراء بسبب مرض الكلى المزمن.  تحديدا يوصف لدى الأشخاص الذين يخضعون لغسيل الكلى لأكثر من أربعة أشهر لتقليل الحاجة إلى نقل الدم.  و يعطى عن طريق الفم .  
تشمل الآثار الجانبية الشائعة لهذا العقار على: ارتفاع ضغط الدم، و جلطات الدم، و آلام البطن.  إضافة إلى ذلك، قد تشمل الآثار الجانبية الأخرى على ما يلي: تفاقم قصور القلب و نزيف الجهاز الهضمي العلوي.  علاوة على ذلك، فقد يؤدي الاستخدام إلى زيادة خطر الوفاة أيضا.  و لا ينصح به لمن يعانون من السرطان النشط.  إنه يتفاعل مع الأدوية التي تؤثر على CYP2C8 .  لذلك، فاستخدامه أثناء الحمل قد يؤدي إلى الإضرار بالجنين.  إنه عامل مثبط لإنزيم بروليل هيدروكسيلاز قابل للتحريض بنقص الأكسجين والذي يعمل عن طريق زيادة إريثروبويتين.  
تمت الموافقة على استخدام دابرودوستات طبيًا في اليابان في عام 2020،  و بعدها الولايات المتحدة في عام 2023.  و هو يعتبر أول علاج عن طريق الفم لانخفاض خلايا الدم الحمراء الناتج عن أمراض الكلى.   في السابق، تم استعمال عوامل تحفيز تكون كريات الدم الحمراء القابلة للحقن لهذا الغرض. 